# ملعب الألب
ملعب الألب هو ملعب كرة قدم يقع في غرونوبل، فرنسا، يتسع لـ 20068 متفرج. يستضيف مباريات نادي غرونوبل.

## التاريخ
افتتح الملعب في 15 فبراير 2008.